# Petrogale inornata
Petrogale inornata — вид родини Кенгурових. Етимологія: лат. inornatus – «без прикрас». Вага 4.7 кг. Вагітність триває 30–32 дні. 

## Поширення
Ендемік східного Квінсленду, Австралія. Місце існування характеризується виходами скельних порід і кам'янистими плато.

## Загрози та охорона
Як видається, немає серйозних загроз для цього виду. Вид був записаний на деяких природоохоронних територіях.